# Cerapteryx rufa
Cerapteryx rufa là một loài bướm đêm trong họ Noctuidae.